# Carabaña
Carabaña är en kommun i Spanien. Den ligger i den autonoma regionen Madrid, i den centrala delen av landet, 40 km öster om huvudstaden Madrid. Antalet invånare är 2 352 (2024).